# Bahía Alsford
Bahía Alsford (en inglés: Alsford Bay) es una pequeña bahía entre Punto Briggs y Cabo Jorge en la costa norte de la isla San Pedro. Registrada por investigaciones en 1928-30 y nombrada en honor a un fogonero llamado W.B. Alsford del RRS Discovery, 1925-27.